# Stetson
Pour les articles homonymes, voir Stetson (homonymie).

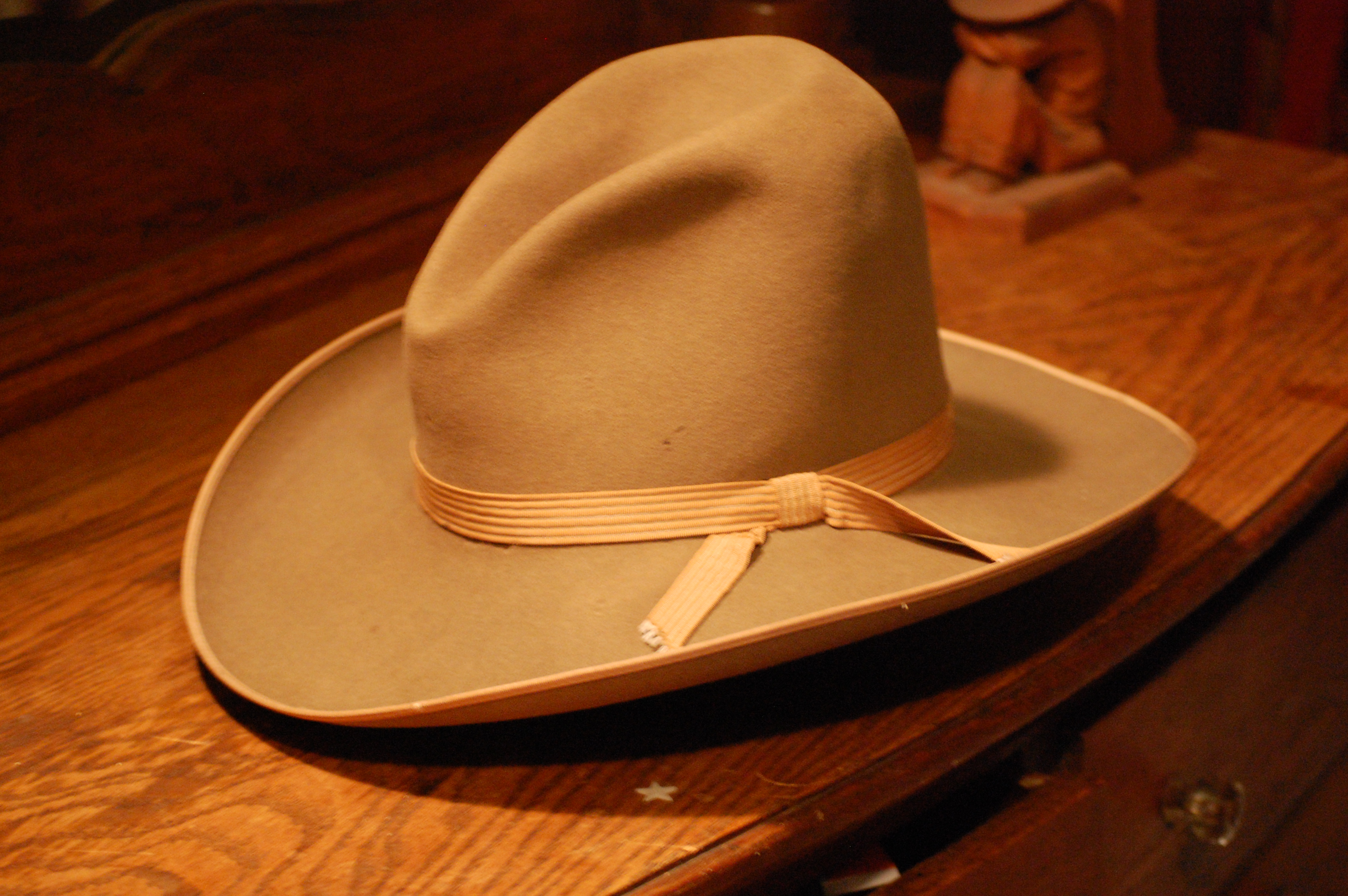
Un stetson

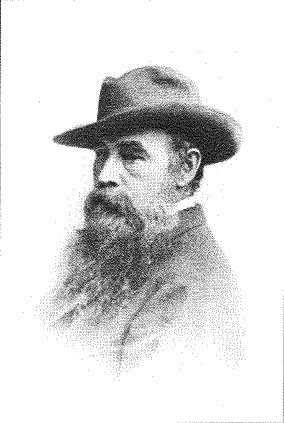
Un stetson, porté par Charles Leland au début des années 1900.

Un stetson est un type de chapeau de cow-boy, souvent en feutre, dont les bords typiquement larges servent à protéger du soleil les yeux de celui qui le porte. Ce chapeau a été popularisé par Buffalo Bill.

## Histoire du stetson
Le stetson a été inventé par l'Américain John B. Stetson en 1865. Pour lancer son produit, John B. Stetson avait expédié un chapeau à des boutiques d'habillement de chaque ville du Sud-Ouest en leur proposant d'en commander une douzaine ; il a reçu rapidement des commandes de toute la région. Les chapeaux Stetson sont aujourd'hui principalement fabriqués à Garland, au Texas.

### Évolution du nom
D'abord vendu en 1865 sous le nom de « Boss of the Plains » (le « patron des plaines »), ce chapeau a ensuite été appelé plus simplement « Stetson » par référence à son inventeur. Le nom commercial s'est ensuite lexicalisée : le mot stetson est donc un onomastisme, utilisé comme nom commun pour désigner tous les chapeaux similaires au Stetson original, y compris ceux qui ne sont pas de cette marque.

## Dans la culture populaire
Le stetson a été fréquemment représenté dans les films hollywoodiens. Anciennement, la manière d'en relever les bords comme l'acteur James Dean dans le film Géant était jugée comme particulièrement provocante.

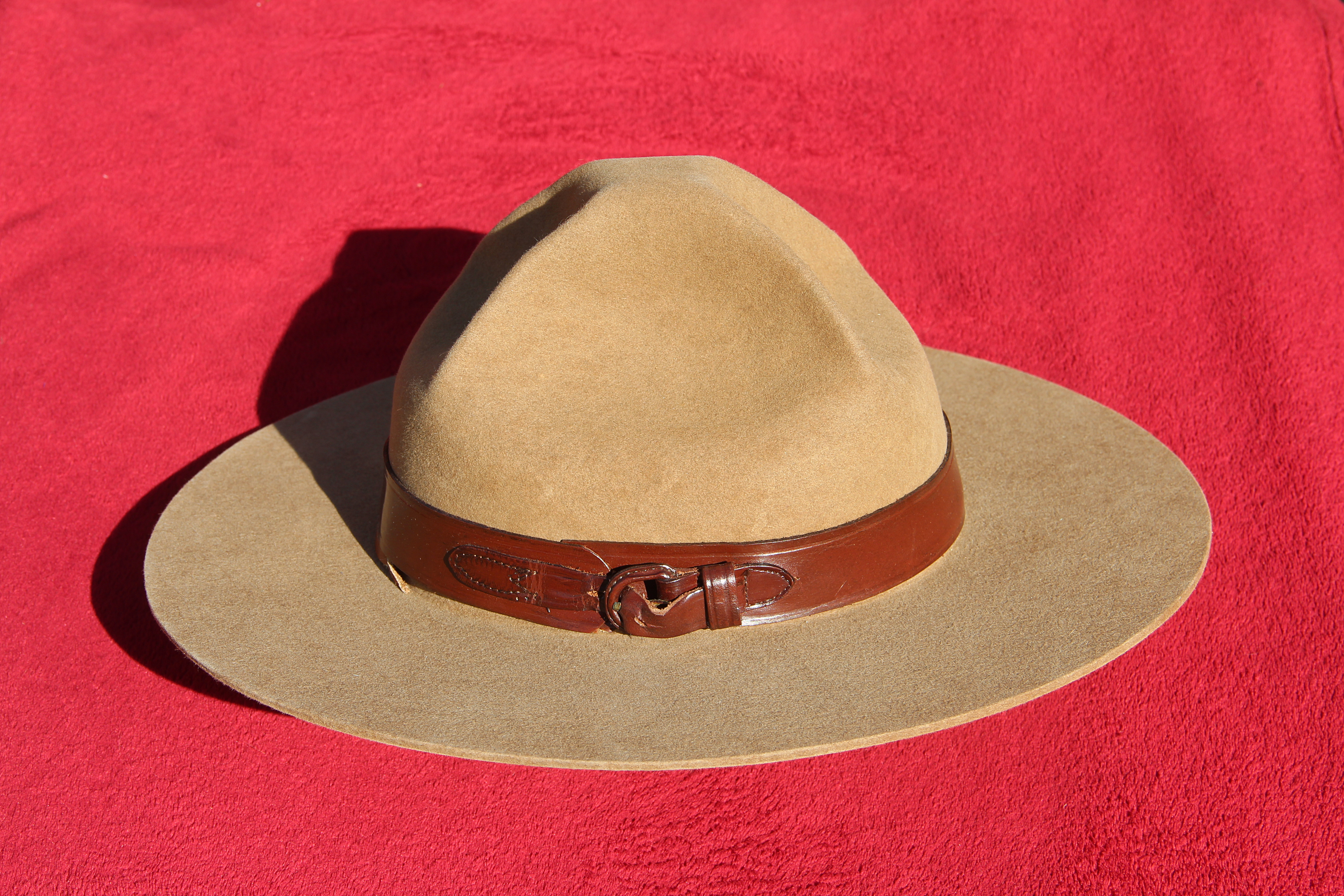
Chapeau de la police montée du Canada.

Au Canada, on porte une variante du stetson dans la Gendarmerie royale du Canada.